# Calocera viscosa
Calocera viscosa (Christian Hendrik Persoon, 1794 ex Elias Magnus Fries, 1821) din încrengătura Basidiomycota, în familia Dacrymycetaceae și de genul Calocera, cunoscut în popor sub numele barba caprei sau furculițe, este o specie saprofită de ciuperci necomestibile. În România, Basarabia și Bucovina de Nord se dezvoltă pe lemn putred de conifere, acoperit de mușchi, adesea pe cioturi de molid, fiind destul de des întâlnită. Apare peste tot anul, de la câmpie la munte, mai ales din aprilie până în iunie și din august până în noiembrie.

## Descriere

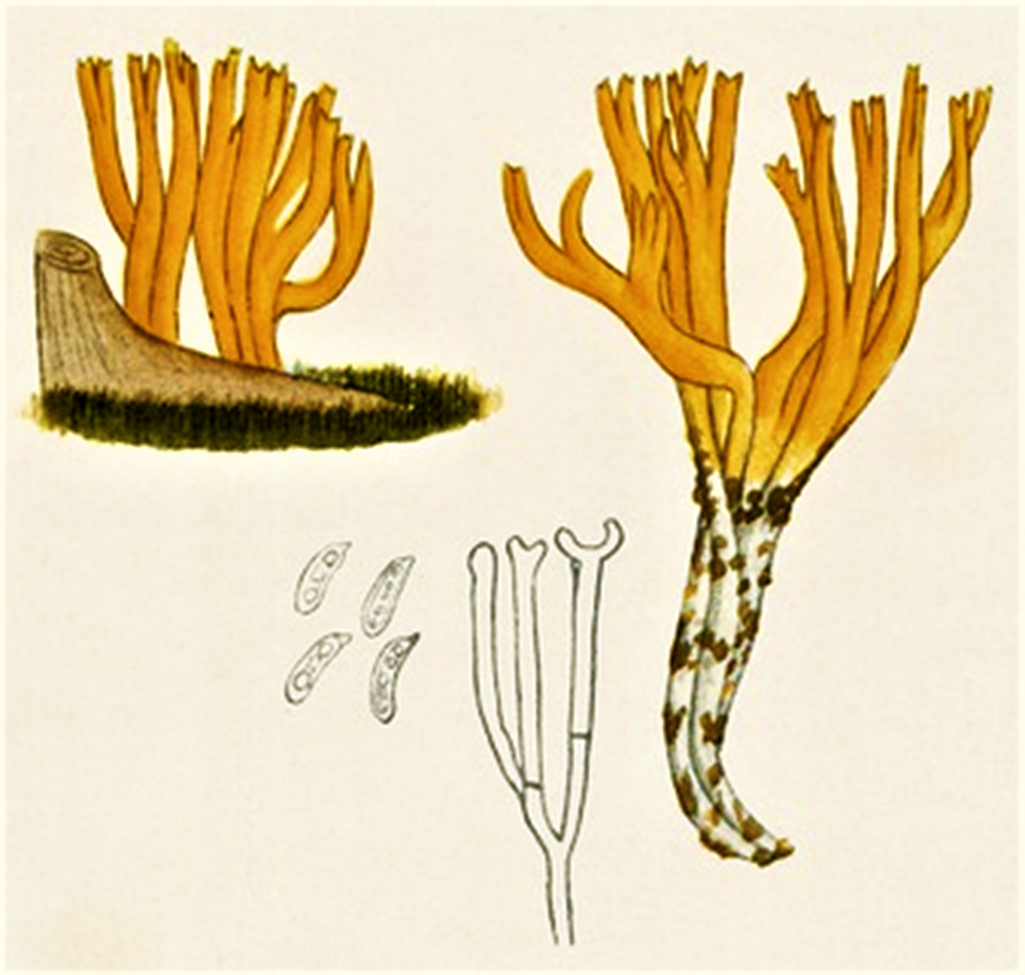
Bres.: Calocera viscosa

- Corpul fructifer: este elastic, puțin lipicios-gelatinos, de o consistență foarte dură, cu cartilagii în centru și format coralifer, la capete câteva vârfuri ascuțite, asemănător speciei Ramaria, având o înălțime de 3-6 (8) cm și un diametru de 4-8 (10) cm. Baza albicioasă este adesea radicantă, prelungindu-se în substrat cu încă 10-15 cm. Coloritul este, și la bătrânețe, galben-portocaliu. Uscat se colorează roșu-portocaliu.
- Piciorul: nu are picior în acest sens.
- Carnea: este galbenă ca corpul fructifer, gelatinoasă și are o consistență foarte dură, datorită cartilagiilor în centru. Mirosul și gustul sunt nesemnificativi.
- Caracteristici microscopice: are spori fusiformi, netezi care apar în masă cu o mărime de 8-12 × 4,5 x 5,5 microni, prezentând câteodată doi pereți celulari. Pulberea lor este galben-portocalie.
- Reacții chimice: nu sunt cunoscute.[4][5][6]

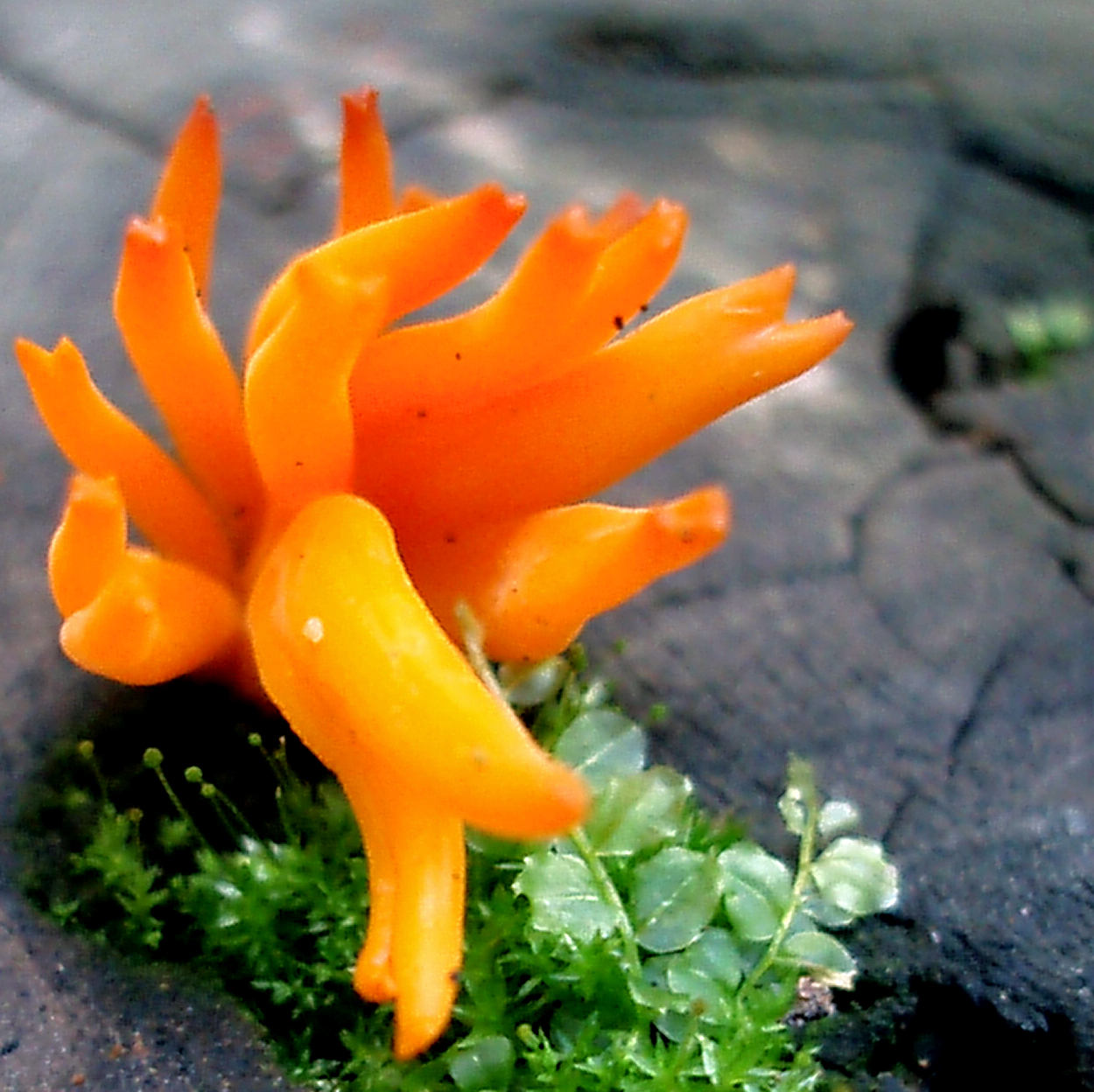
C. viscosa din apropiere
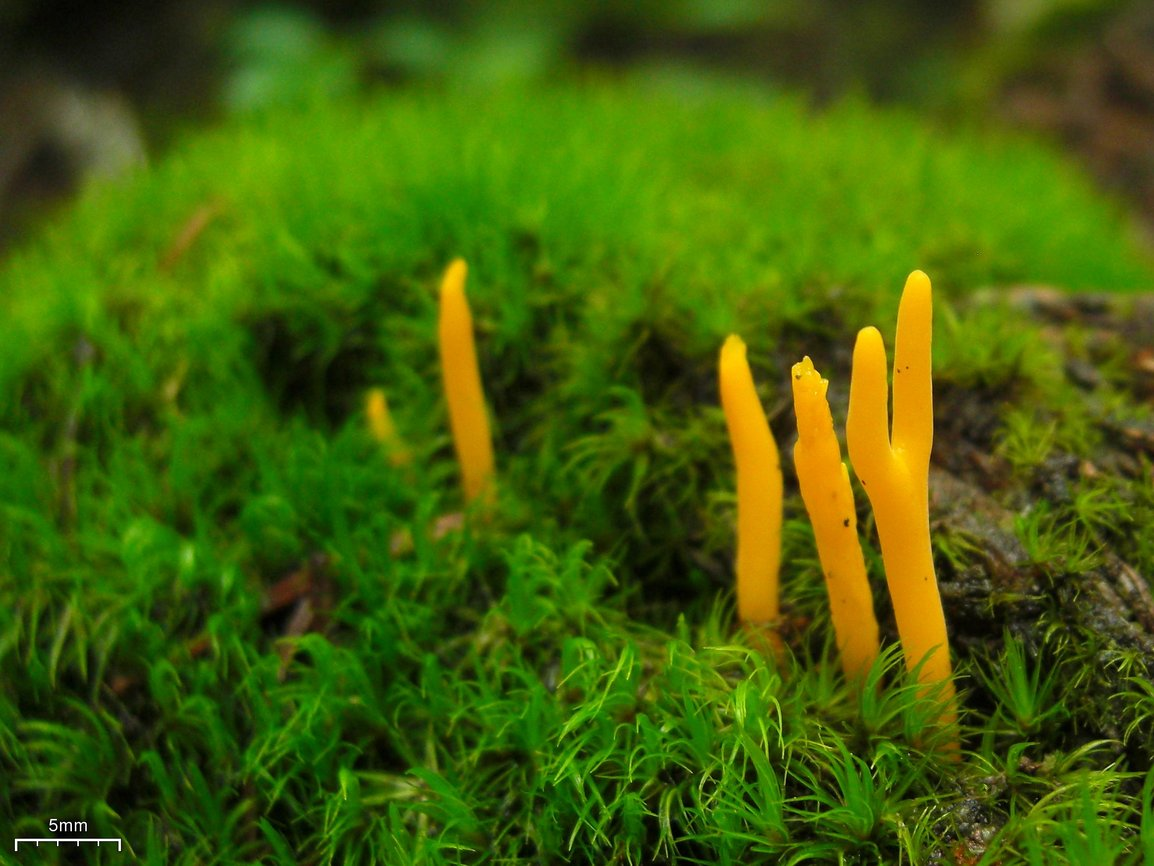
C. viscosa tineri
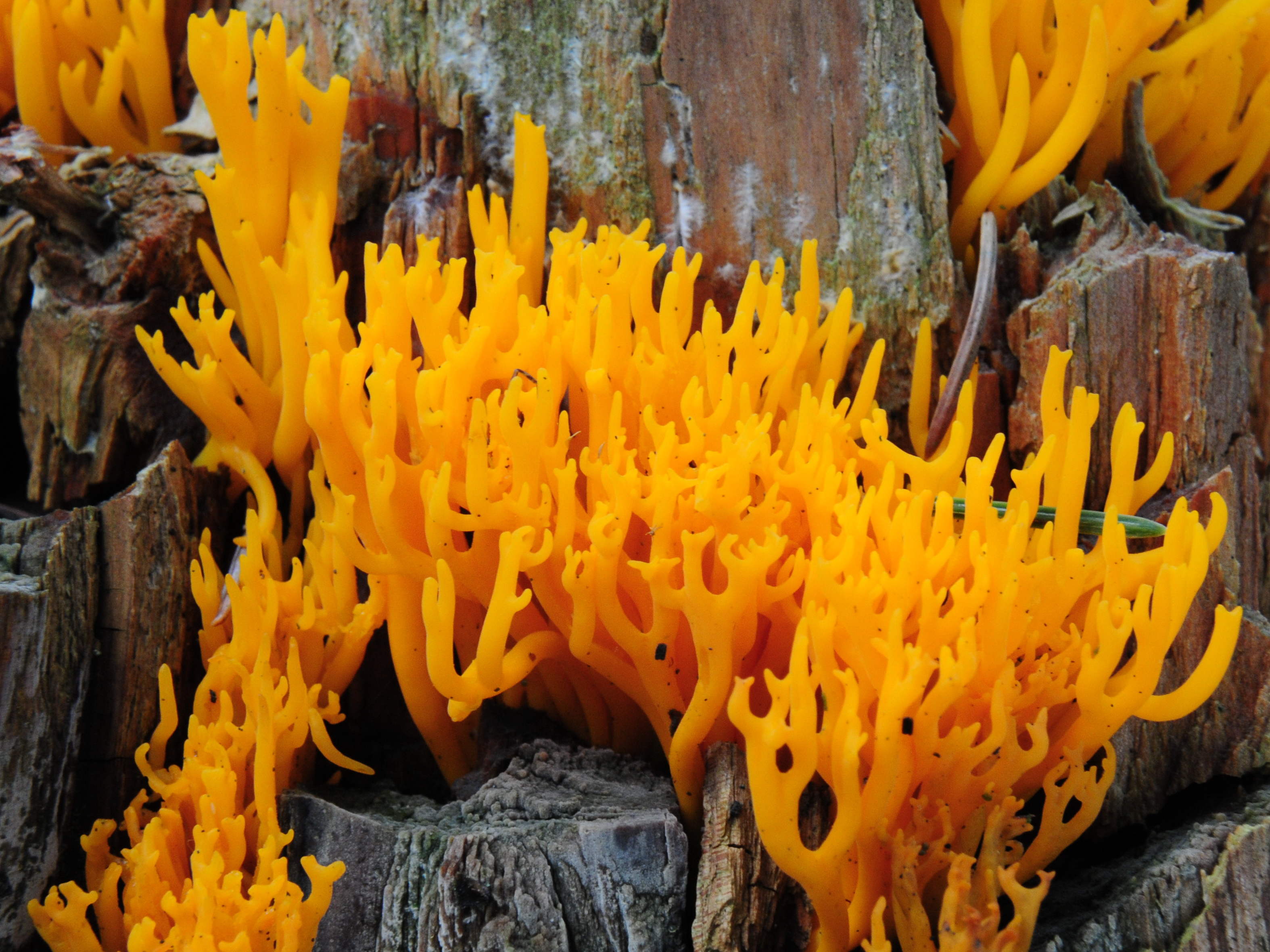
C. viscosa plin dezvoltați
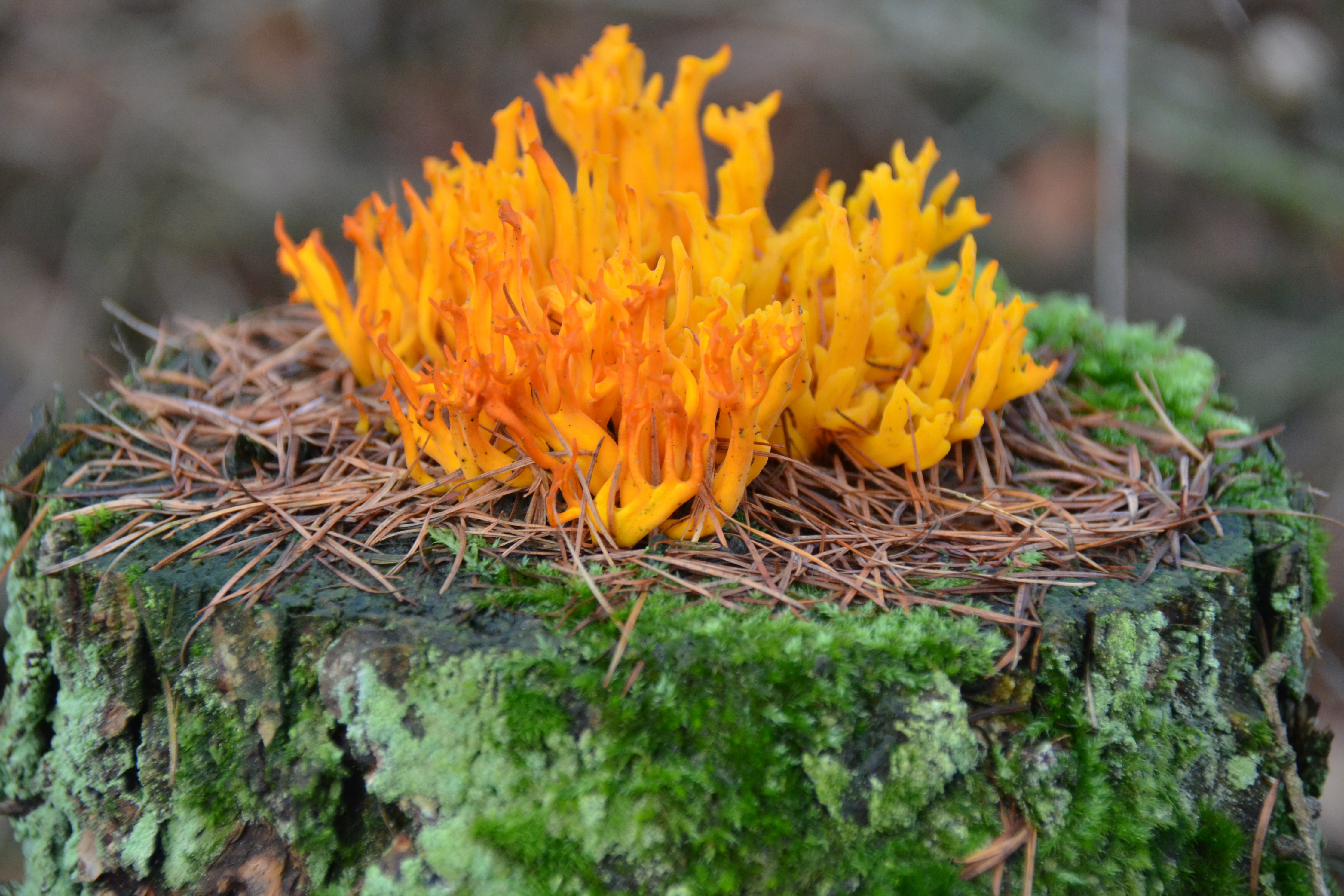
C. viscosa mai bătrân

## Confuzii
Barba caprei poate fi confundată cu surata ei mai mică Calocera cornea, tot necomestibilă, Calocera furcata, dar în special cu exemplare tinere ale speciei Ramaria, cum sunt de exemplu Ramaria aurantiosiccescens (comestibilă), Ramaria aurea (comestibilă), Ramaria aurantiosiccescens (comestibilă), Ramaria eumorpha (necomestibilă), Ramaria flava (comestibilă), * Ramaria flavescens (comestibilă), Ramaria formosa (otrăvitoare), Ramaria gracilis (necomestibilă), Ramaria largentii (comestibilă) sau Ramaria stricta (necomestibilă).

## Specii asemănătoare

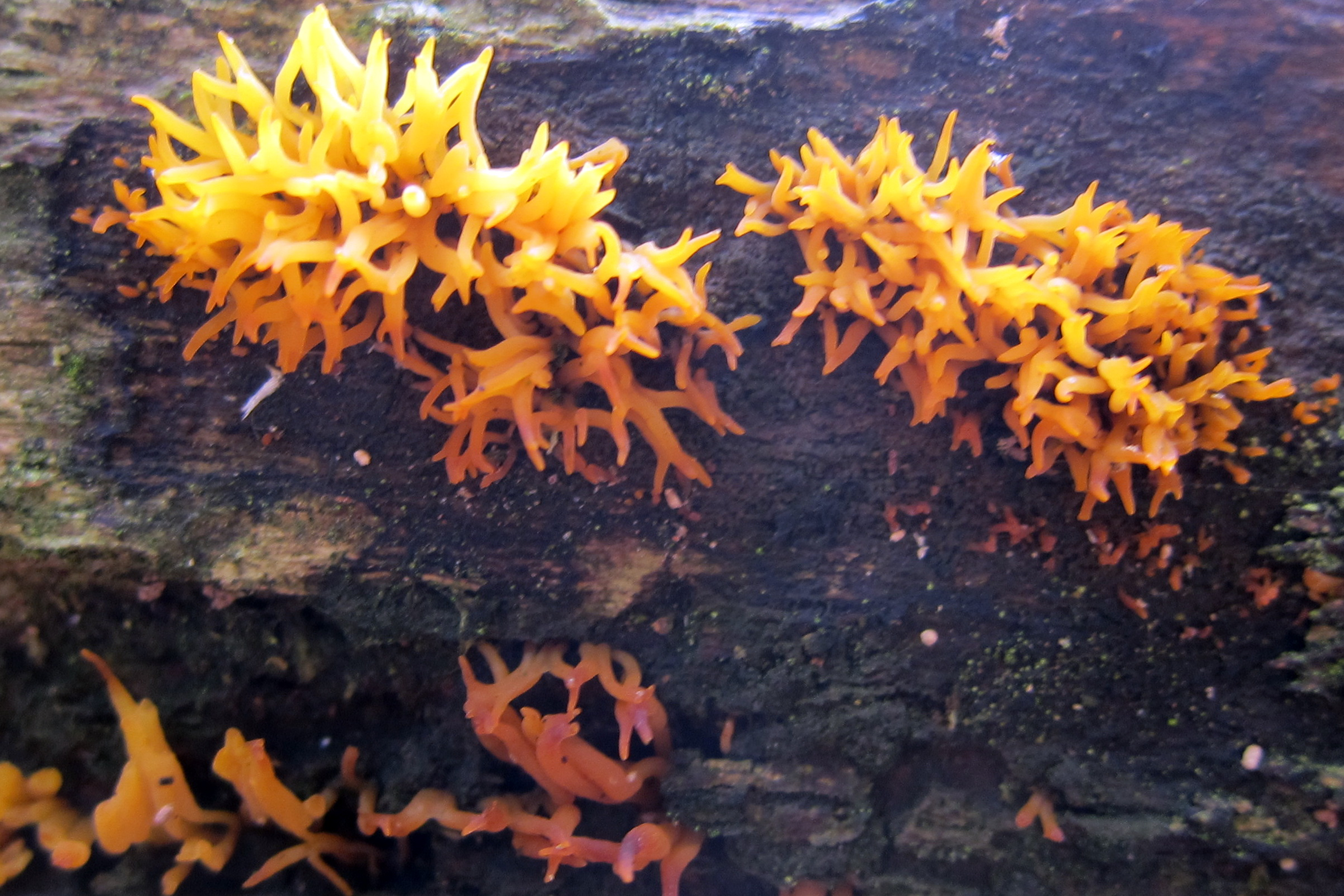
Calocera cornea
Calocera furcata
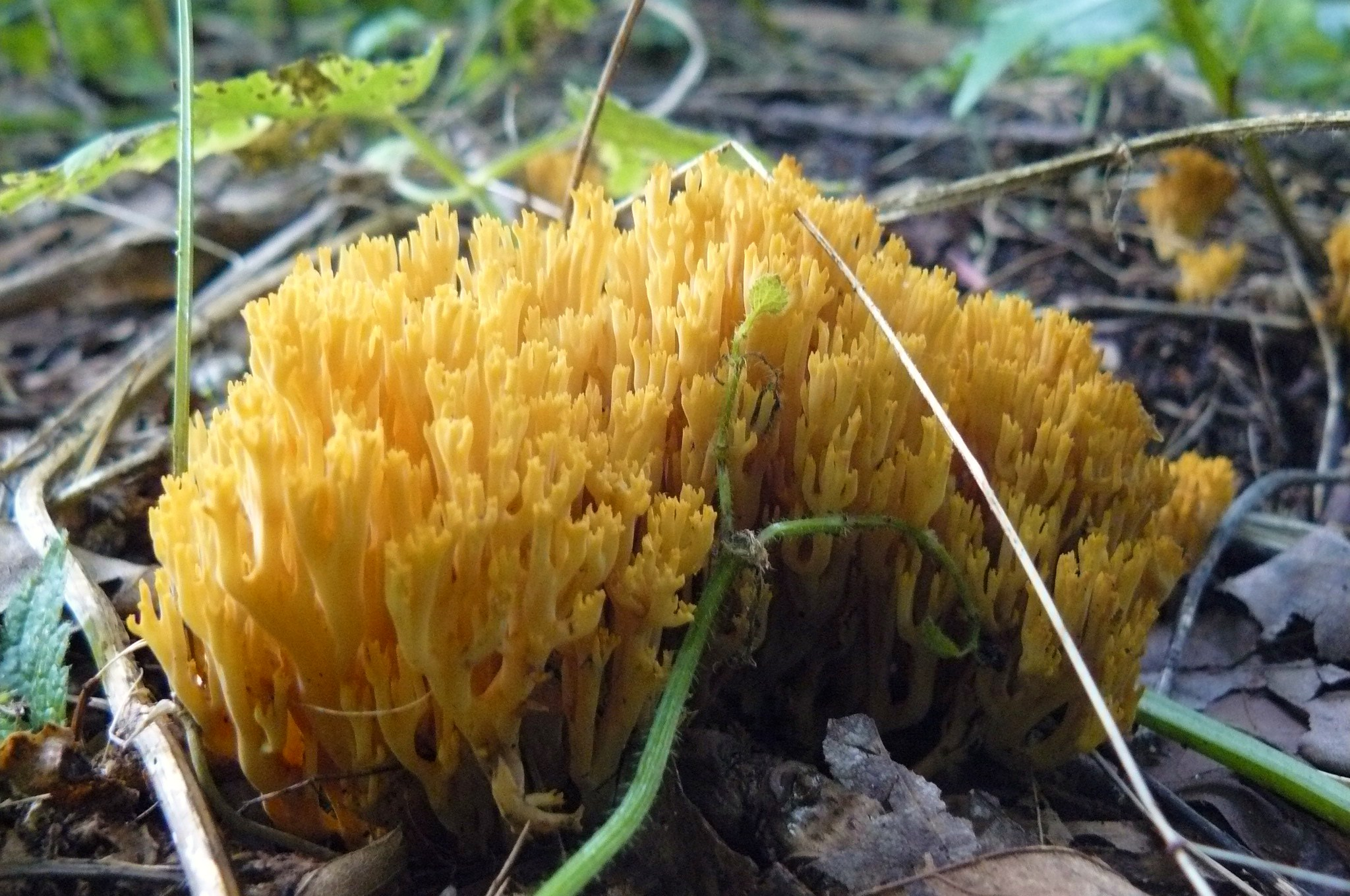
Ramaria aurantiosiccescens
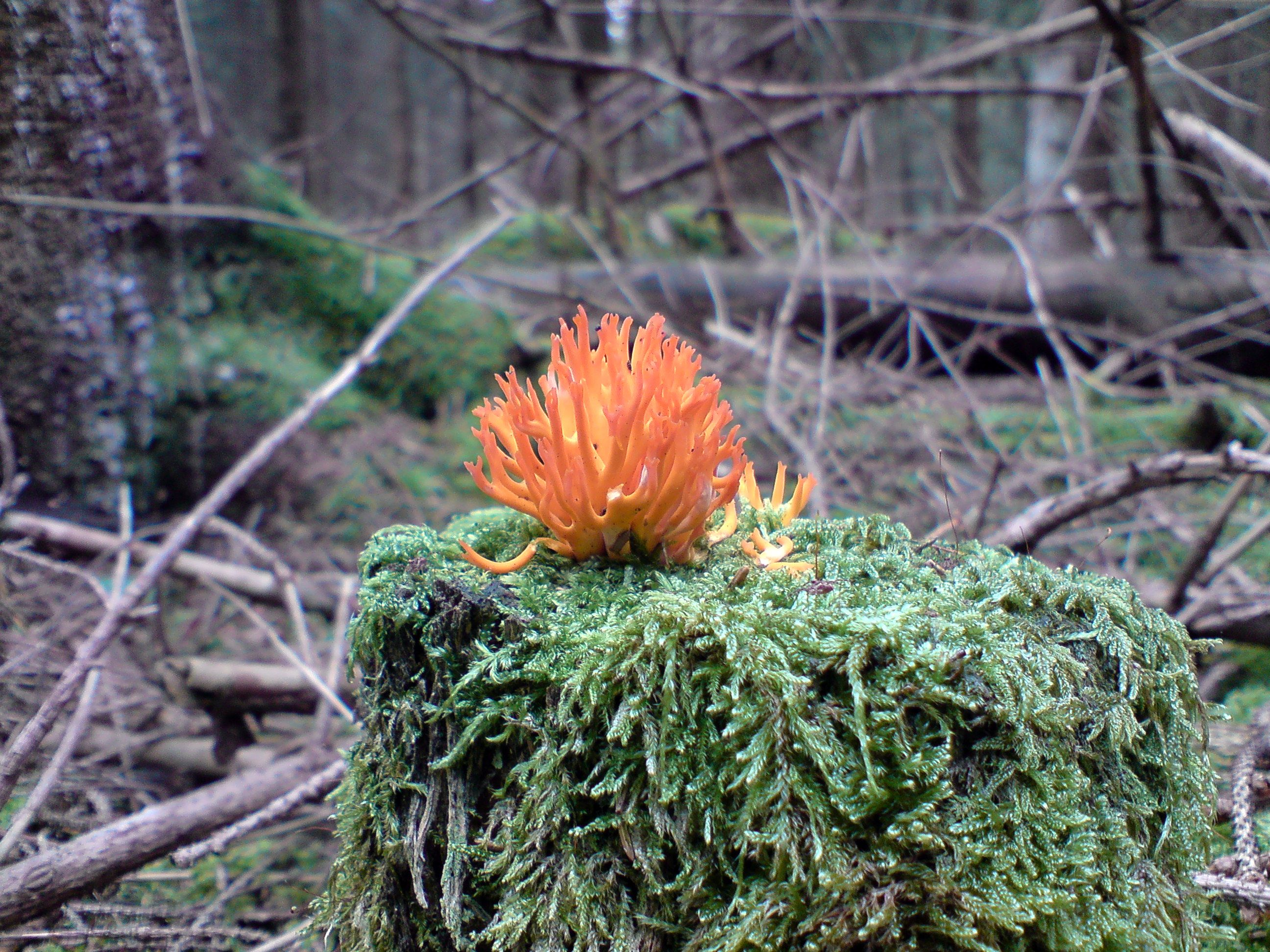
Ramaria aurea
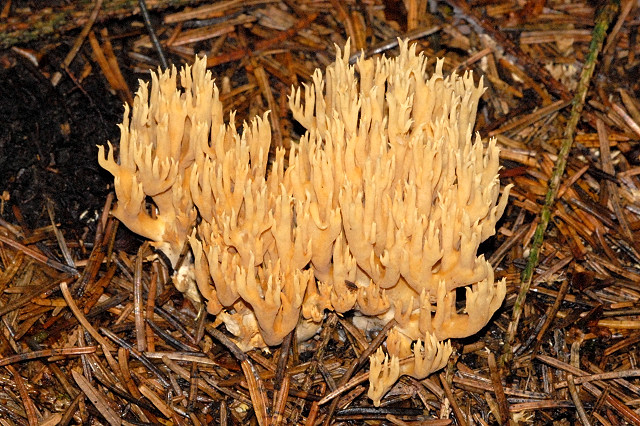
!Ramaria.eumorpha!
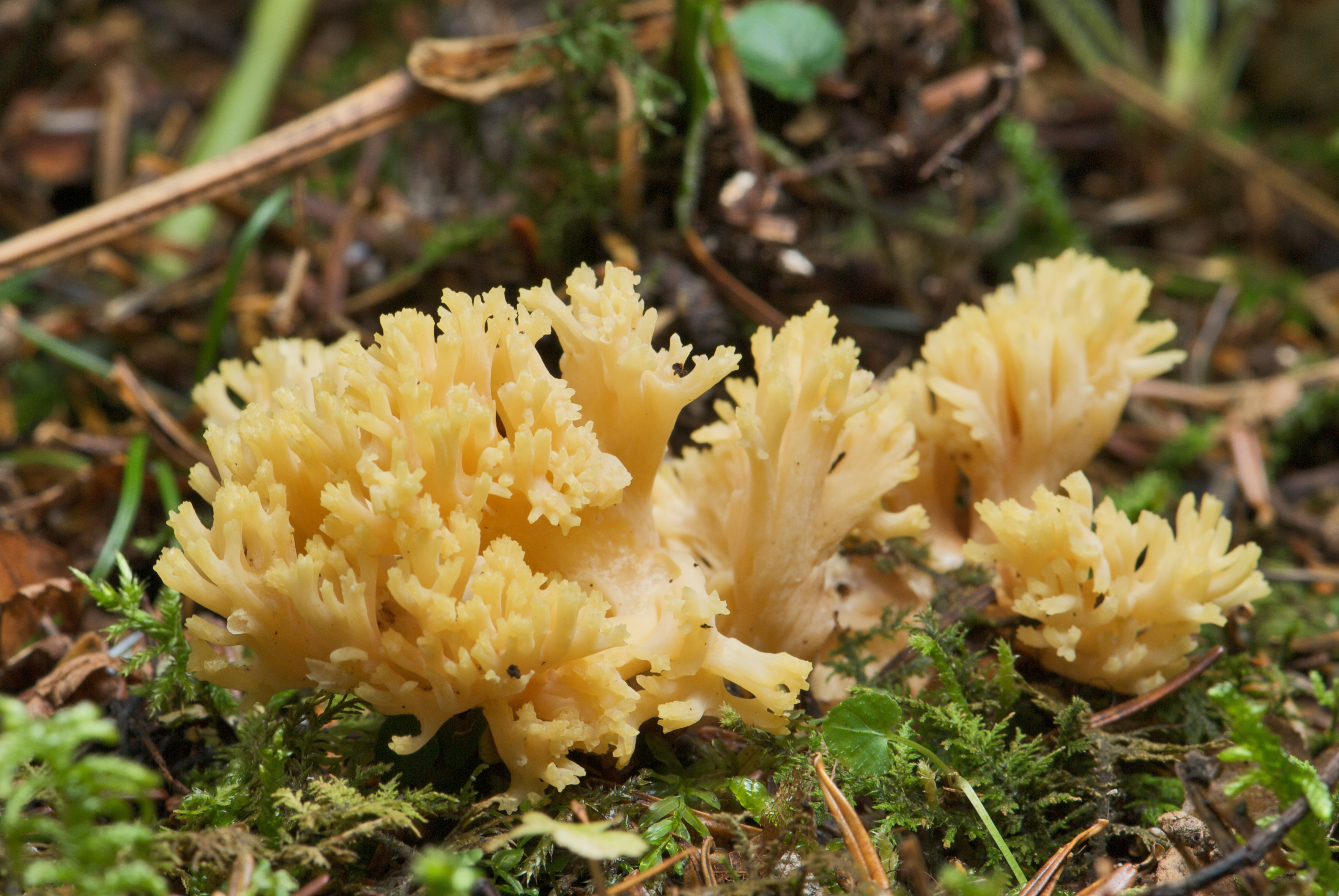
Ramaria flava
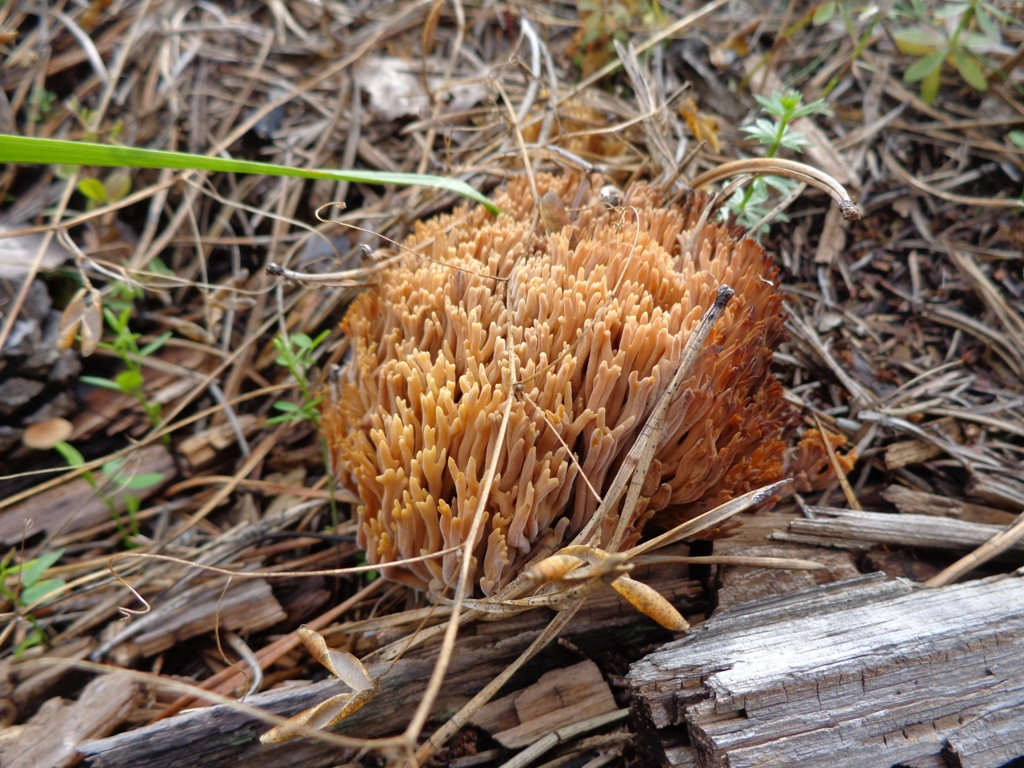
Ramaria flavescens
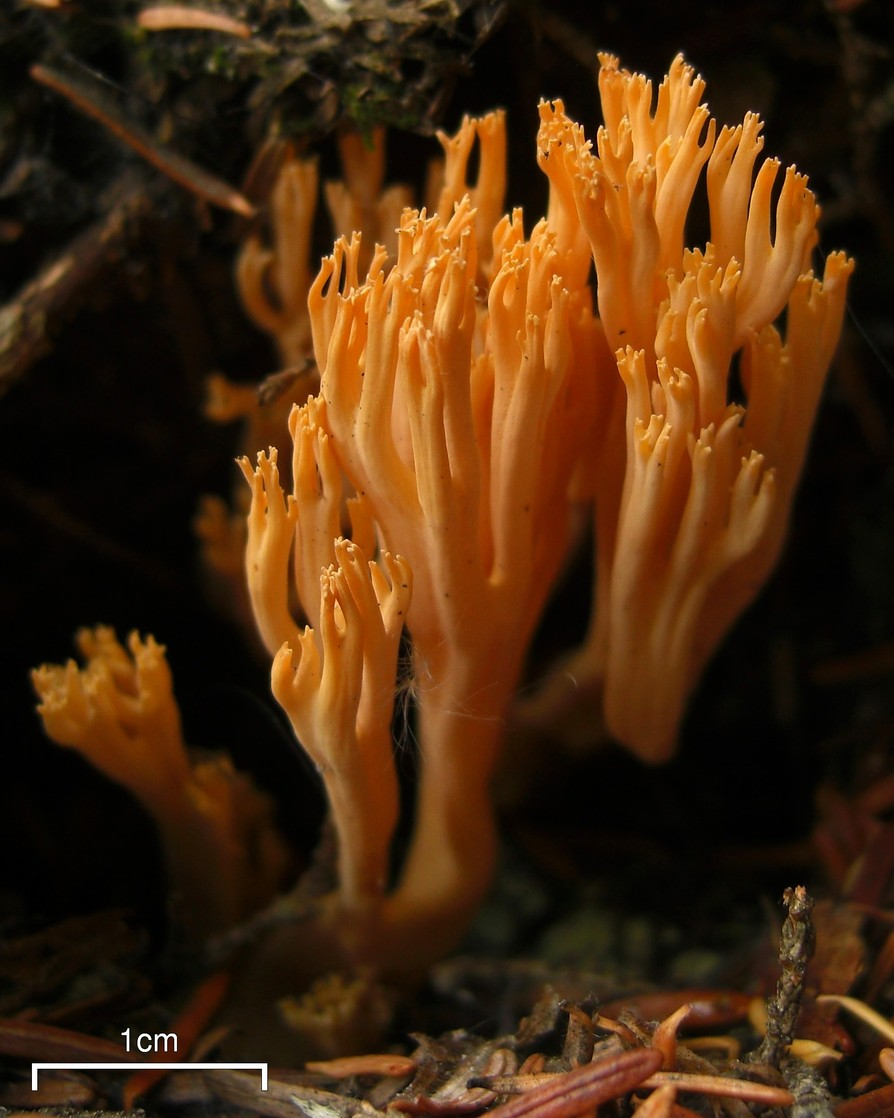
!!Ramaria formosa!!
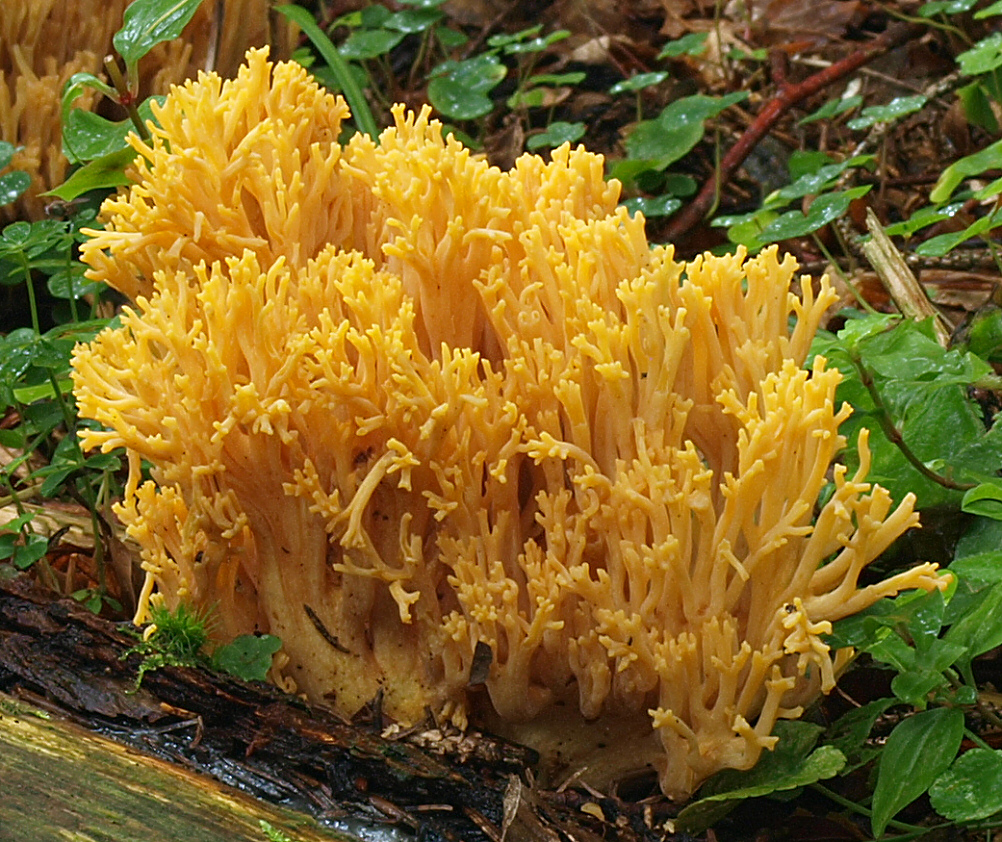
Ramaria largentii
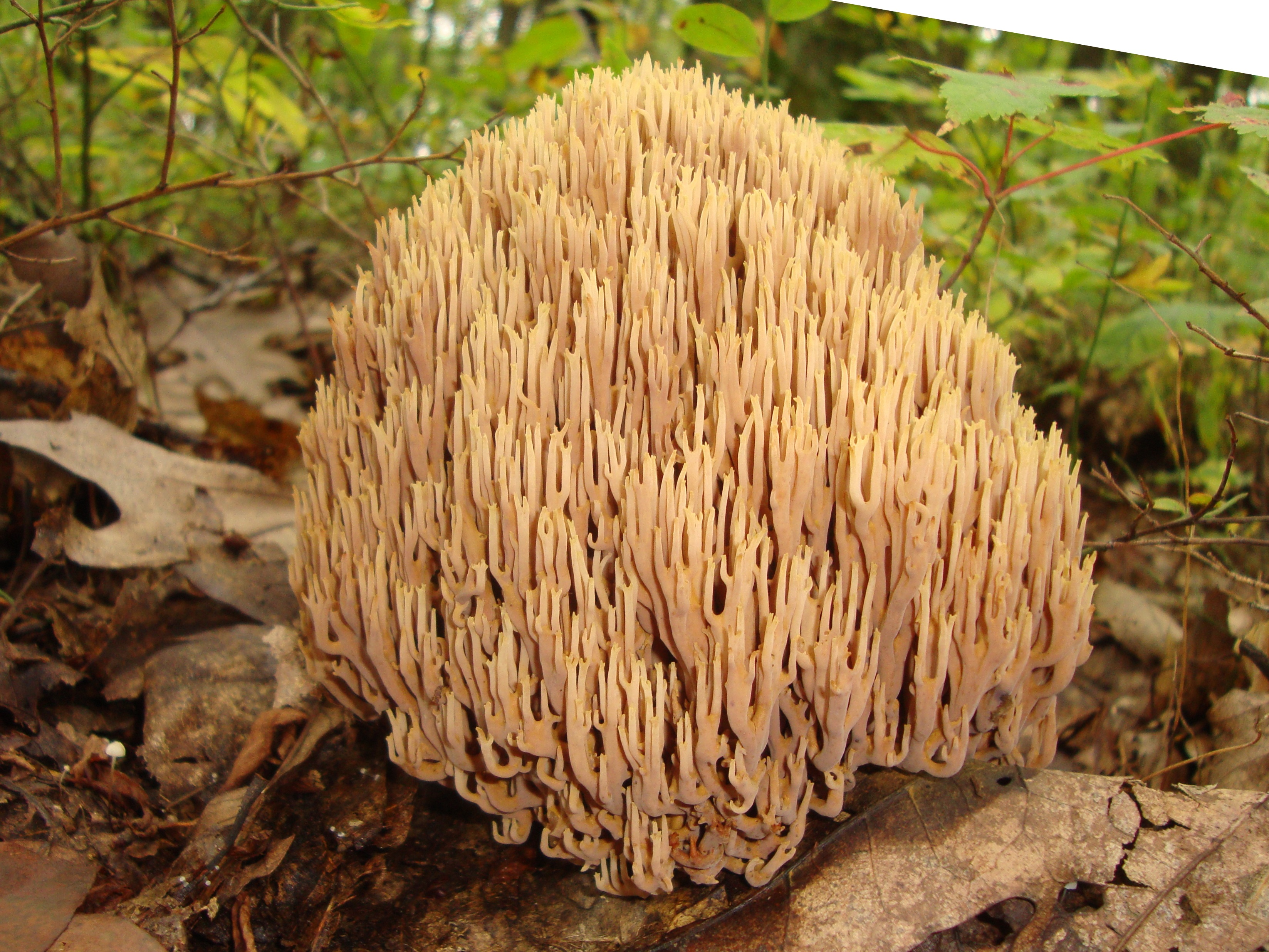
!Ramaria stricta!

## Valorificare
Această ciupercă nu este potrivită pentru consum, din cauza cărnii elastice, străbătută de cartilagii, fiind însă adăugată deseori ca garnitură decorativă, de exemplu la salate.